# العلاقات البيروية العراقية
العلاقات البيروفية العراقية هي العلاقات الثنائية التي تجمع بين العراق وبيرو.

## مقارنة بين البلدين
هذه مقارنة عامة ومرجعية للدولتين:
| وجه المقارنة                                              | العراق                       | بيرو                                   |
| --------------------------------------------------------- | ---------------------------- | -------------------------------------- |
| المساحة (كم2)                                             | 437.07 ألف                   | 1.29 مليون                             |
| عدد السكان (نسمة)                                         | 38.27 مليون                  | 32.16 مليون                            |
| الكثافة السكانية (ن./كم²)                                 | 87.56                        | 24.93                                  |
| العاصمة                                                   | بغداد                        | ليما                                   |
| اللغة الرسمية                                             | اللغة العربية، اللغة الكردية | اللغة الإسبانية، اللغة الأيمرية، كتشوا |
| العملة                                                    | دينار عراقي                  | سول بيروفي جديد                        |
| الناتج المحلي الإجمالي (بليون دولار)                      | 197.72 مليار                 | 211.39 مليار                           |
| الناتج المحلي الإجمالي (تعادل القوة الشرائية) بليون دولار | 560.73 مليار                 | 393.13 مليار                           |
| الناتج المحلي الإجمالي الاسمي للفرد دولار أمريكي          | 4.94 ألف                     | 6.03 ألف                               |
| الناتج المحلي الإجمالي للفرد دولار أمريكي                 | 15.06 ألف                    | 11.99 ألف                              |
| مؤشر التنمية البشرية                                      | 0.654                        | 0.740                                  |
| رمز المكالمات الدولي                                      | +964                         | +51                                    |
| رمز الإنترنت                                              | .iq                          | .pe                                    |
| المنطقة الزمنية                                           | ت ع م+03:00، ت ع م+04:00     | توقيت بيرو، 00                         |

## منظمات دولية مشتركة
يشترك البلدان في عضوية مجموعة من المنظمات الدولية، منها:
| علم المنظمة | اسم المنظمة                        | تاريخ انضمام العراق | تاريخ انضمام بيرو |
| ----------- | ---------------------------------- | ------------------- | ----------------- |
|             | مؤسسة التنمية الدولية              | 29 ديسمبر 1960      | 30 أغسطس 1961     |
|             | يونسكو                             | 21 أكتوبر 1948      | 21 نوفمبر 1946    |
|             | وكالة ضمان الاستثمار متعدد الأطراف | 6 أكتوبر 2008       | 2 ديسمبر 1991     |
|             | الأمم المتحدة                      | 21 ديسمبر 1945      | 31 أكتوبر 1945    |
|             | الاتحاد البريدي العالمي            | ?                   | ?                 |
|             | البنك الدولي للإنشاء والتعمير      | 27 ديسمبر 1945      | 31 ديسمبر 1945    |
|             | الاتحاد الدولي للاتصالات           | 12 نوفمبر 1928      | 12 يوليو 1915     |
|             | منظمة حظر الأسلحة الكيميائية       | ?                   | ?                 |
|             | مؤسسة التمويل الدولية              | 27 ديسمبر 1956      | 20 يوليو 1956     |
|             | منظمة الشرطة الجنائية الدولية      | ?                   | ?                 |

## وصلات خارجية
- موقع وزارة الخارجية العراقية
- موقع وزارة الخارجية البيروفية